# Freilebener Landgraben und Hölle Freileben
Freilebener Landgraben und Hölle Freileben este o arie protejată (arie specială de conservare — SAC, sit de importanță comunitară — SCI) din Germania întinsă pe o suprafață de 87,06 ha, integral pe uscat.

## Localizare
Centrul sitului Freilebener Landgraben und Hölle Freileben este situat la coordonatele 51°47′13″N 13°23′43″E / 51.7869°N 13.3953°E.

## Înființare
Situl Freilebener Landgraben und Hölle Freileben a fost declarat sit de importanță comunitară în septembrie 2000.

## Biodiversitate
Situată în ecoregiunea continentală, aria protejată conține 3 habitate naturale: Fânețe de joasă altitudine (Alopecurus pratensis, Sanguisorba officinalis), Păduri de fag Luzulo-Fagetum, Păduri acidofile de stejar bătrân cu Quercus robur pe câmpii nisipoase.
La baza desemnării sitului se află mai multe specii protejate:
- amfibieni (1): triton cu creastă (Triturus cristatus)
- mamifere (2): castor (Castor fiber), vidră de râu (Lutra lutra)